# CableACE Awards
Pour les articles homonymes, voir ACE Awards.
 (mai 2025).
Si vous disposez d'ouvrages ou d'articles de référence ou si vous connaissez des sites web de qualité traitant du thème abordé ici, merci de compléter l'article en donnant les références utiles à sa vérifiabilité et en les liant à la section « Notes et références ».
Les CableACE Awards (anciennement ACE Awards où ACE est l'acronyme de Award for Cable Excellence) sont des récompenses de télévision décernées de 1978 à 1997. Créées par la National Cable Television Association (en), elles honoraient l'excellence dans les programmes du câble américain, pour contrebalancer l'influence des Emmy Awards, qui récompensaient alors uniquement les réseaux publics (jusqu'en 1988). Les Emmys intégrant les programmes du câble dans leurs catégories, les CableACE Awards sont devenues obsolètes et ont cessé d'être décernés en 1998.